# 9626 Стенлі
9626 Стенлі (9626 Stanley) — астероїд головного поясу, відкритий 14 травня 1993 року.
Тіссеранів параметр щодо Юпітера — 3,499.
Названо на честь англійського композитора та органіста Джона Стенлі, (1712-1786).